# Crypteffigies pseudocryptus
Crypteffigies pseudocryptus är en stekelart som först beskrevs av Wesmael 1857.  Crypteffigies pseudocryptus ingår i släktet Crypteffigies och familjen brokparasitsteklar. Inga underarter finns listade i Catalogue of Life.